# Morazán (departement)
Morazán is een departement van El Salvador, gelegen in het noordoosten van het land. De hoofdstad is San Francisco Gotera. Morazán omvat 1447 km² en heeft 201.374 inwoners (2016).
Het gebied werd in 1875 een departement onder de naam Gotera. De toenmalige hoofdstad was Osicala. Op 8 februari 1877 werd de hoofdstad verplaatst naar San Francisco Gotera en op 14 maart van dat jaar werd de naam veranderd in Morazán.
Morazán was een belangrijk steunpunt van de guerrillatroepen tijdens de burgeroorlog die van 1979 tot 1992 duurde. De massamoord van El Mozote vond op 11 december 1981 plaats in het dorp El Mozote en kostte ongeveer negenhonderd mensen het leven.

## Gemeenten
Het departement bestaat uit 26 gemeenten:
1. Arambala
2. Cacaopera
3. Chilanga
4. Corinto
5. Delicias de Concepción
6. El Divisadero
7. El Rosario
8. Gualococti
9. Guatajiagua
10. Joateca
11. Jocoaitique
12. Jocoro
13. Lolotiquillo
14. Meanguera
15. Osicala
16. Perquín
17. San Carlos
18. San Fernando
19. San Francisco Gotera
20. San Isidro
21. San Simón
22. Sensembra
23. Sociedad
24. Torola
25. Yamabal
26. Yoloaiquín

Ahuachapán · Cabañas · Chalatenango · Cuscatlán · La Libertad · La Paz · La Unión · Morazán · San Miguel · San Salvador · San Vicente · Santa Ana · Sonsonate · Usulután